# Parandra solomonensis
Parandra solomonensis är en skalbaggsart som beskrevs av Arigony 1983. Parandra solomonensis ingår i släktet Parandra och familjen långhorningar. Inga underarter finns listade i Catalogue of Life.